# Университетска библиотека (Великотърновски университет)
Университетската библиотека при Великотърновския университет „Св. св. Кирил и Методий“ е научен, библиотечно-информационен и образователен център. Основната ѝ задача е да осигурява библиотечното и научно-информационното обслужване на студентите, преподавателите, специалистите и служителите на Великотърновския университет, както и на външни потребители.

## История
Библиотеката е открита на 15 септември 1963 г. Първоначалният фонд е от 2943 тома книги. Той се изгражда благодарение на нейните първи дарители: Университетската библиотека на Софийския университет „Св. Климент Охридски“, Националната библиотека „Св. св. Кирил и Методий“, Първа гимназия „Св. св. Кирил и Методий“ – Велико Търново, Окръжен държавен архив, Народно читалище „Надежда“ – Велико Търново, проф. Александър Бурмов, акад. Петър Динеков, проф. Никола Кожухаров, ст. преп. Димо Минев, Йордан Кулелиев.
Университетска библиотека притежава във фонда си личните библиотеки и сбирки на български учени, писатели и общественици, като проф. д-р Иван Гълъбов, проф. д-р Пеньо Русев, проф. д-р Георги Димов, проф. д-р Димитър Чизмаров, Стефан Дичев, Магда Христодулова, Георги Стойков, Маргарита Белова, Недьо Александров, епископ Нестор, Тодор Събев, проф. Атанас Милчев, Богдан Николов, проф. Никола Николов.

## Структура
Библиотеката се състои от Централна библиотека и 7 филиални библиотеки, който обслужва студенти от всички факултети на Университета и разполага с над 300 читателски места. Включена е в системата на вътрешно и международно междубиблиотечно книгозаемане и осъществява книгообмен с 57 чуждестранни и български университети, академии, научни институти и библиотеки.
Към 2017 г. Университетска библиотека разполага с фонд от 372 904 библиотечни единици – научна и учебна литература на български и чужди езици, редки и ценни издания, от които 322 900 тома книги, 47 752 тома периодика, електронни носители на информация и други материали – 2252.